# Neris Wilno
Neris Wilno (lit. Atleto Futbolo Klubas Neris) – litewski klub piłkarski z siedzibą w Wilnie.

## Historia
Chronologia nazw:
- 1966—1994: Neris Wilno (lit. Neris Vilnius)
- 1991: Lietuvos Makabi Wilno (lit. Lietuvos Makabi Vilnius)
- 1992: ALK Neris Wilno (lit. ALK Neris Vilnius)
- 1993: AFK Neris Wilno (lit. AFK Neris Vilnius)

Klub założony został w 1966 roku pod nazwą Neris. W 1991 roku klub przyjął nazwę Lietuvos Makabi, a w następnym wrócił do nazwy Neris.